# 好望角爱氏海葵
好望角爱氏海葵（学名：Edwardsia capensis）为爱氏海葵科爱氏海葵属的动物。分布于好望角以及中国南海等海域。其种加词“capensis”意为“南非开普省的/好望角的”。